# باب کرازبی
باب کرازبی (انگلیسی: Bob Crosby؛ ۲۳ اوت ۱۹۱۳ – ۹ مارس ۱۹۹۳) یک موسیقی‌دان اهل ایالات متحده آمریکا بود.